# The Last American Virgin
The Last American Virgin es una película de comedia estadounidense de 1982 dirigida por Boaz Davidson.

## Argumento
En Los Ángeles, Gary, un estudiante de secundaria, trabaja como repartidor de pizzas en Pink Pizza después de la escuela. Sus mejores amigos son Rick, un mujeriego de palabra hábil , y el obeso David. Una noche, mientras está en una tienda de refrescos , Gary se fija en Karen, una nueva estudiante que acaba de mudarse a la zona, y en su nueva mejor amiga, Rose. Gary se enamora instantáneamente de Karen. Después, Gary se encuentra con Rick y David en la misma tienda, y los tres chicos recogen a tres chicas con la falsa promesa de ofrecerles cocaína . En casa de Gary, los chicos les presentan Sweet'n Low a las chicas, que lo inhalan. Rick y David se preparan para tener sexo con dos de las chicas, dejando a Gary emparejado con Millie, que tiene sobrepeso. Mientras Gary intenta cortar el sujetador de Millie con unas tijeras, sus padres vuelven a casa, deteniendo sus planes.
Al día siguiente, en los vestuarios del colegio, Gary, Rick, David y otros encuentran a su compañero Víctor espiando el vestuario de chicas por una mirilla y se burlan de él. Enfadado, Víctor afirma tener el pene más grande que todos, lo que incita a los chicos a un concurso de medirse las erecciones para ver cuál es la más grande.
Se desarrolla un triángulo amoroso entre Gary, Rick y Karen. Gary desinfla las llantas de la bicicleta de Karen para acercarse a ella y la invita a ir en bicicleta a la escuela. Durante y después del paseo, intenta cortejarla, sin éxito. Esa noche, Gary asiste a una fiesta en casa de David y queda desolado al encontrar a Karen en compañía de Rick. Intenta alejarla de su amigo, pero fracasa de nuevo. Se emborracha y hace el ridículo, y luego, al volver a casa, monta una escena vergonzosa delante de los invitados a la cena de sus padres.
Un día, Gary le entrega pizza a Carmela, una latina cuyo novio marinero nunca está en casa. Ella le dice que quiere algo más que pizza. Como le da miedo seguir con la conversación, Gary se va y convence a sus amigos de que vuelvan a su casa. Carmela tiene sexo con Rick y David, pero su novio Paco regresa a casa justo cuando Gary está a punto de tener su turno, lo que los obliga a huir.
Para mantener separados a Rick y Karen, Gary y David convencen a Rick de que los acompañe con una prostituta conocida por trabajar en una transitada esquina del barrio. El encuentro de Gary con ella es incómodo y desagradable, lo que le provoca vómitos. Al día siguiente en la escuela, los tres chicos se dan cuenta de que han contraído piojos púbicos y, tras intentar sin éxito ahogarlos en una piscina pública, tienen que llevar su problema a un farmacéutico de mediana edad, a quien le divierte que un chico tan joven tenga ladillas y les vende medicamentos para erradicar el problema.
Finalmente, después de que Karen y Rick tienen relaciones sexuales, ella queda embarazada y él la deja. Enfurecido, Gary confronta a Rick y se produce una pelea física, durante la cual Rick sugiere que no fue el único chico con el que Karen se ha acostado. Rick llama celoso a Gary y Gary denuncia a Rick como un delincuente antes de que la pelea sea detenida por sus compañeros de clase. Gary decide ayudar a Karen a pagar un aborto vendiendo la mayoría de sus posesiones y pidiendo dinero prestado a su jefe. Después del aborto, Gary y Karen pasan el resto del fin de semana solos en la casa de la abuela de Gary. Mientras cuida a Karen para que se recupere, Gary dice que la ama. Karen parece corresponder y se besan. Karen invita a Gary a su fiesta de cumpleaños número dieciocho la semana siguiente. Gary junta más dólares y le compra a Karen un relicario de oro grabado para su cumpleaños.
Cuando Gary llega a la fiesta de cumpleaños de Karen, sus sueños de un romance duradero con ella se hacen añicos al descubrirla besándose con Rick. Levantan la vista al entrar Gary; su sonrisa desaparece y nadie habla. Gary se va de la fiesta sin hablar con ninguno, llevándose el regalo de Karen. Conduce a casa solo, desanimado, con lágrimas en los ojos.

## Reparto
- Lawrence Monoson es Gary.
- Diane Franklin es Karen.
- Steve Antin es Rick.
- Joe Rubbo es David.
- Louisa Moritz es Carmela.
- Brian Peck es Victor.
- Kimmy Robertson es Rose.
- Tessa Richarde es Brenda.
- Harry Bugin es Doctor.

## Banda sonora

### Lista de canciones
- "Oh No" - The Commodores
- "Whip It" - Devo
- "Open Arms" - Journey
- "Keep On Loving You" - REO Speedwagon
- "I Will Follow" - U2
- "I Know What Boys Like" - The Waitresses
- "De Do Do Do, De Da Da Da" - The Police
- "Just Once" - James Ingram
- "Are You Ready For the Sex Girls?" - Gleaming Spires
- "That's the Way (I Like It)" - KC and the Sunshine Band
- "Love Action (I Believe In Love)" - The Human League
- "Better Luck Next Time" - Oingo Boingo
- "Since You’re Gone" & "Shake It Up" - The Cars
- "Bésame Mucho & Granada"- Los Fabulosos 3 Paraguayos
- "It Aint Easy Comin' Down" - Charlene
- "When I Find You" - Phil Seymour
- "Zero Hour" - The Plimsouls
- "Teen Angel Eyes" - Tommy Tutone
- "Airwaves" - The Fortune Band
- "In the Flesh" - Blondie
- "España Cani" - The Dancing Brass